# Дубко, Александр Иосифович
Алекса́ндр Ио́сифович Дубко́ (бел. Аляксандр Іосіфавіч Дубко; 14 января 1938, Илово, Сиротинский район — 4 февраля 2001, Гродно) — председатель Гродненского облисполкома (1994—2001). Герой Беларуси (2001, посмертно), Герой Социалистического Труда (1982).

## Биография
Родился 14 января 1938 года в деревне Илово Витебской области.
В 1960 году окончил Гродненский сельскохозяйственный институт (сегодня — Гродненский государственный аграрный университет). Свою дальнейшую жизнь посвятил развитию сельского хозяйства.
С 1972 по 1995 работал в качестве председателя колхоза «Прогресс» Гродненского района, Белорусская ССР. Был депутатом Совета Союза Верховного Совета СССР 11 созыва (1984—1989) от Гродненской области, депутатом Верховного Совета БССР, председатель Гродненского областного Совета народных депутатов.
Участвовал в президентских выборах 1994 года и собрал 116 693 подписей за свое выдвижение, на выборах набрал 5,98 процентов голосов избирателей или же 353 119 голосов.
С 12 декабря 1994 года по 2001 — председатель Гродненского областного исполнительного комитета.
Умер на посту 4 февраля 2001 года. Прощание с Александром Дубко проходило 7 февраля в фойе здания облисполкома, на мероприятии присутствовал и Президент Республики Беларусь Александр Лукашенко. Похоронен на Городском кладбище областного центра в урочище «Секрет».

## Награды
- Герой Беларуси (30 июня 2001 года,  посмертно) — за исключительные заслуги перед государством и обществом[4]
- Герой Социалистического Труда (1982)
- Орден Отечества III степени (18 ноября 1997 года) — за большой личный вклад в социально-экономическое развитие области[5]
- Два ордена Ленина
- Орден Трудового Красного Знамени
- Орден «Знак Почёта»
- Медаль «За отличие в охране государственной границы» (20 мая 1998 года) — за активную помощь пограничным войскам Республики Беларусь в их работе по охране государственной границы[6]
- Почётная грамота Совета Министров Республики Беларусь (10 января 1998 года) — за многолетнюю добросовестную работу в хозяйственных и государственных органах, успехи в экономическом и социально-культурном развитии области, активную общественную деятельность и в связи с 60-летием со дня рождения[7]

## Память
- В 2001 году Премии Гродненского областного исполнительного комитета одарённым учащимся, учреждённой в 1998 году, было присвоено имя Героя Беларуси Александра Дубко[8].
- В 2010 году одной из крупных магистралей Ленинского района города Гродно было присвоено имя Александра Дубко[9].
- Ежегодно в Гродно проводится мемориальный хоккейный турнир памяти Александра Дубко[2].
- В 2022 году Гродненской городской гимназии было присвоено имя А. И. Дубко[10].
- Имя А. И. Дубко присвоено Кордонской средней школе Шумилинского района[11], в школе в честь А. И. Дубко открыт музейный уголок.